# Ernest-Gottlieb d'Anhalt-Plötzkau
Ernest-Gottlieb d'Anhalt-Plötzkau (né à Plötzkau le 4 septembre 1620 – mort à Plötzkau le 7 mars 1654) fut un prince allemand de la maison d'Ascanie souverain de la principauté d'Anhalt-Plötzkau.

## Biographie
Ernest-Gottlieb est le fils ainé d'Auguste d'Anhalt-Plötzkau, et de son épouse Sibylle, fille du comte Jean-Georges Ier de Solms-Laubach. En 1653, à la mort de son père, Ernest-Gottlieb hérite Plötzkau conjointement avec ses jeunes frères  Lebrecht et Emmanuel; mais comme ils sont appelés à succéder à leur père  comme régents d'Anhalt-Köthen pour le compte de leur cousin Guillaume-Louis, Ernest-Gottlieb prend de facto le contrôle total sur le gouvernement de leur principauté. Son règne se termine sept mois plus tard à sa mort. Comme il disparaît, célibataire et sans descendant sa succession est assurée par ses frères et corégents.